# Berlin-Neu-Hohenschönhausen
Berlin-Neu-Hohenschönhausen [ˌnɔɪˈhoːənˌʃøːnˈhaʊzən]  (« Nouveau Hohenschönhausen ») est un quartier de l'est de Berlin, faisant partie de l'arrondissement de Lichtenberg. Avant la réforme de l'administration de 2001, il appartenait au district de Hohenschönhausen intégrant également les actuels quartiers de Falkenberg, Wartenberg et Malchow. Son nom lui vient du fait que ce quartier qui a été construit dans les années 1980 devait être différencier de l'ancien village d'Hohenschönhausen, devenu depuis 2002, le quartier de Alt-Hohenschönhausen (« Vieux Hohenschönhausen »).

## Géographie

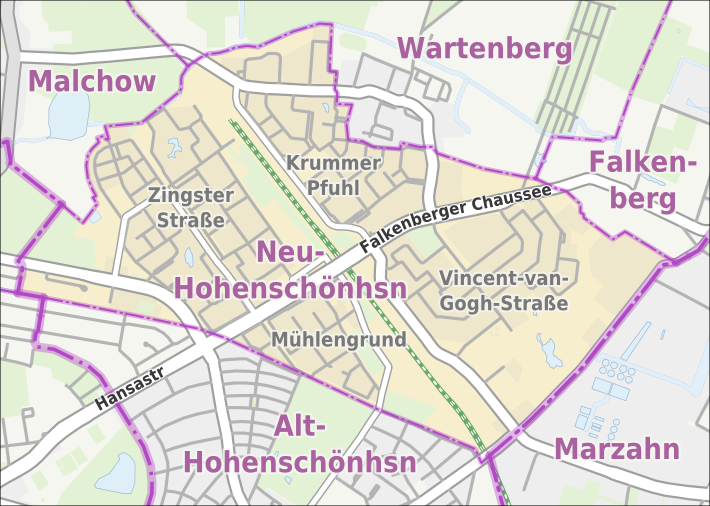
Carte de Neu-Hohenschönhausen et des quartiers limitrophes.

Le quartier est situé sur le plateau de Barnim dans la moitié nord de l'arrondissement. Il confine à l'arrondissement de Pankow à l'ouest et à l'arrondissement de Marzahn-Hellersdorf à l'est. Au Sud, il confine au quartier de Alt-Hohenschönhausen. Au Nord-Ouest, le territoire s'étend jusqu'au quartier de Malchow ; au Nord, il borde aux quartiers de Wartenberg et de Falkenberg. 
La ligne de la grande ceinture de Berlin traverse le quartier. Elle croise la route principale, Falkenberger Chaussee à la gare de Hohenschönhausen desservie par la Regionalbahn et la S-Bahn de Berlin. 

## Population
Le quartier comptait 55 486 habitants le 1er janvier 2017 selon le registre des déclarations domiciliaires.

## Transports

### Gares de S-Bahn
Grande ceinture  :
Gehrenseestraße
Hohenschönhausen
Wartenberg